# The Same Star
The Same Star (in ucraino Скажи мені?, Skažy meni) è un singolo della cantautrice ucraina Ruslana, pubblicato nel 2005 ed estratto dall'album Wild Dances.

## Tracce
1. The Same Star [Intro] - 1:01
2. The Same Star [Album Version] - 4:21
3. Скажи мені [Album Version] - 4:22
4. Скажи мені [House Mix] [DJ Nekrasoff] - 4:22
5. Скажи мені [Hard & Phatt Mix] [Dj Nekrasoff] - 4:22
6. The Same Star [Club Mix] [REDCo] - 5:05
7. The Same Star [Instrumental Version] - 4:22
8. The Same Star [Brass & Strings Mix] - 4:09
9. The Same Star [A cappella version] - 3:52